# Анджей Потоцький (брацлавський воєвода)
Анджей Потоцький гербу Пилява (пол. Andrzej Potocki; бл. 1625 — до 19 травня 1663) — польський шляхтич, військовий діяч, урядник, брацлавський воєвода.

## Життєпис
Народився близько 1625 року. Син подільського підчашого Якуба Потоцького (помер після 1657 року) та його дружини Катажини Кломніцької. Внук  кам'янецького каштеляна, кальвініста Анджея Потоцького. Племінник «Ревери», двоюрідний брат польного гетьмана коронного Анджея Потоцького, з яким часто плутають.
1636 р. був записаний на навчання у Краківському університеті, 1637 р. у Падуанському університеті, 1638 р. в університеті правознавства. Повернувся додому, став придворним короля Владислава IV. Під час повстання Б. Хмельницького був висланий з драгунами королевича Кароля Фердинанда до Бару. 4 серпня 1648 р. потрапив в облогу, 7 серпня зазнав значних втрат серед війська. 8 серпня почав перемовини, отримав гарантії безпечного виходу для своїх військ. Угоду порушили козаки, частину полонених вбили, Анджей Потоцький потрапив у полон. У лютому 1649 р. посольство Адама Кисіля вимагало його звільнення. Б. Хмельницький наказав перевезти його до Переяслава, погрожував стратити. Після перевезення до Трахтемирова втік, здався татарам. Був звільнений за умовами Зборівського миру 1649 р. Під час Берестецької битви воював на чолі хоругви козацької (мав її до смерті) в полку Миколая Потоцького-«Ведмежої лаби». Ймовірно, невдовзі після отримання посади вінницького старости став полковником кавалерії (був ним у кінці 1654 р.). Почав відігравати значнішу роль у війську, частково через родинні зв'язки зі стриєм Станіславом «Реверою».
Восени 1655 р. був у дивізії «Ревери», може, брав участь у битві під Городком Ягайлонським 29 вересня 1655 р. 22 жовтня 1655 р. разом з Миколаєм Остроругом виїхали на чолі посольства від війська під командуванням гетьманів з повноваженнями піддатися королю Карлу Густаву до Кракова. 31 жовтня підписав акт здачі. 8 листопада під Новим Корчином король Карл Густав дав йому староство самбірське, військо збунтувалось проти нього. Один з організаторів конфедерації тишовецької, підписав акт її скликання 29 грудня 1655 р.
2 жовтня 1656 р. король Ян ІІ надав: Дзвиняч, Звенигород, Вовківці, Латківці, Бабинці, Трубчин на Поділлі, також належні батьку Гряду, Сецехів, Волю Брюховецьку в Львівській землі, які пізніше були «доживоттям» дружини. Частину маєтків записав на фундацію костелу в Тулішках.
Уряди (посади): обозний коронний з 1655 року, вінницький староста (з літа 1652), воєвода брацлавський (отримав між 20-25 липня 1662 р. після переведення Міхала Юрія Чорторийського волинським воєводою) у 1662—1663 роках. 25 липня 1662 р. став старостою летичівським, генеральним подільським.
Був одружений з донькою великого коронного гетьмана Станіслава «Ревери» Потоцького Вікторією Ельжбетою — вдовою львівського старости Адама Єроніма Сенявського (молодшого). Відомостей про дітей немає (не мав). Дружина була фундаторкою будівництва мурованих костелу та кляштору домініканців в Перемишлянах.
Помер перед 19 травня 1663 р. у Львові, де перебував через роботу в скарбовій комісії.